# Атрать (село)
Атра́ть (чув. Атрать) — село в составе Алатырского района Чувашской Республики России. Центр Атратского сельского поселения.

## География
Село расположено в Среднем Поволжье, на правом берегу реки Суры. С трёх сторон окружено лесом, на западе выходит к пойме реки Суры. Делится на две части: село и разъезд, который считается отдельным населённым пунктом со статусом посёлка сельского типа (посёлок, образовавшийся благодаря железнодорожному разъезду Атрат).

## История
Первое упоминание о селе Атрать имеется в «Книге письма и меры Д. Ю. Пушечникова и подъячего А Костяева» 1624—1626 г., где были переписаны бортники: «Деревня Атрачу за мордвином Байгильдеем Мичкомассовым<…>».
В 1780 году, при создании Симбирского наместничества, деревня Атрать, при речке Черной, дворцовых крещеной мордвы, кроме неё рядом была деревня Кармалеевский Гарт, при речке Кармале, работных людей, которые вошли в состав Алатырского уезда. С 1796 года — в Симбирской губернии.
В 1859 году в деревне Атрать было 78 дворов, проживало 625 человек, к 1880 году дворов было 116, а жителей 928 человек.
В 1897 году дворов насчитывалось 186, жителей 1311, в 1913 году дворов было 238 штук, жителей насчитывалось 1650 человек.
В 1869 году в селе была построена деревянная церковь во имя Святителя и Чудотворца Николая, сгоревшая в 1910 году. С 1888 года существовала церковно-приходская школа, которая помещалась в собственном здании. Новый храм был построен около 1913 года. По словам жителей села, во время революции, в годы народных волнений, местные мужики спасли его от поругания и разграбления, выставляя ночные дозоры с вилами и топорами, однако официальных подтверждений этим событиям нет.
Согласно административно-территориального деления Атрать до 1924 года входила в Кладбищенскую волость Алатырского уезда. С 1927 года входит в Алатырский район. В 1930 году в селе был организован колхоз «Первомайский».
Село Атрать находится в присурских лесах и до проведения в 1894 году Казанской железной дороги было глухим. Железная дорога пробудила к жизни этот край и сильно повлияла на освоение лесных массивов, когда в Присурье проникли первые лесозаготовительные фирмы. Интенсивная заготовка и вывоз древесины вызвали наплыв рабочих в разъезд. К началу 1939 года в бараках вдоль железной дороги проживали 63 семьи, а в индивидуальных домах — 25 семей.
23 июля 1923 года открылось движение поездов по железнодорожной ветке Атрать — Сиява протяжённостью 15 вёрст. С этого времени началась интенсивная разработка лесных массивов, вывозка леса на железнодорожный разъезд. После прекращения на ветке железнодорожных перевозок ветка была использована как полотно под автодорогу. Сейчас селяне так и именуют её: «ветка», дорога постепенно приходит в запустение.

## Население
| 2010 | 2012 |
| ---- | ---- |
| 561  | ↘530 |

Национальный состав населения: 64 % — мордва-эрзя, 30 % — русские, 6 % — чуваши.
На 1780 год 84 человека. 
В 1859 году в деревне Атрать было 78 дворов, проживало 625 человек
На 1900 год  в 155 дворах жило: 621 м. и 709 ж.;
Известные уроженцы
- Сергей Андреевич Апраксин — лётчик, Герой Советского Союза.

## Инфраструктура
На территории села имеются школа, детский сад, физкультурно-спортивный комплекс, храм Троицы Живоначальной, отделение «Сбербанка», отделение «Почты России». Также в селе расположены Атратское лесничество и РГУ «Атратский психоневрологический интернат». Село находится на территории государственного заповедника «Присурский».
Через Атрать проходит железнодорожная магистраль, примерно в трёх километрах от села проходит автодорога республиканского значения 97Н-002 «Аниш» Цивильск — Алатырь.